# Erik Edman
Erik Kenneth Edman (Huskvarna, 11 november 1978) is een Zweedse voormalig profvoetballer die tussen 1996 en 2013 voor Helsingborgs IF, Torino FC,  Karlsruher SC, AIK Solna, sc Heerenveen, Tottenham Hotspur, Stade Rennes, Wigan Athletic en weer Helsingborgs IF speelde.
Edman is een verdediger en speelde zijn eerste interland op 31 januari 2001 tegen de Faeröer. Hij maakte deel uit van de selectie voor het WK voetbal 2006 en speelde in totaal 57 interlands, waarin hij eenmaal tot scoren kwam.
| WK-statistieken          | Club          | Positie    | W |   |   | D | A |   |   |   |
| ------------------------ | ------------- | ---------- | - | - | - | - | - | - | - | - |
| WK voetbal 2006 - Zweden | Stade Rennais | Verdediger | 4 | 0 | 0 | 0 | 0 | 0 | 0 | 0 |

## Clubstatistieken
| Seizoen   | Club              | Competitie     | Duels | Goals |
| --------- | ----------------- | -------------- | ----- | ----- |
| 1997      | Helsingborgs IF   | Allsvenskan    | 24    | 0     |
| 1998      | Helsingborgs IF   | Allsvenskan    | 25    | 0     |
| 1999      | Helsingborgs IF   | Allsvenskan    | 12    | 1     |
| 1999/2000 | Torino FC         | Serie A        | 0     | 0     |
| 1999/2000 | Karlsruher SC     | 2. Bundesliga  | 8     | 0     |
| 2000      | AIK Fotboll       | Allsvenskan    | 8     | 0     |
| 2001      | AIK Fotboll       | Allsvenskan    | 13    | 0     |
| 2001/2002 | sc Heerenveen     | Eredivisie     | 33    | 1     |
| 2002/2003 | sc Heerenveen     | Eredivisie     | 30    | 0     |
| 2003/2004 | sc Heerenveen     | Eredivisie     | 28    | 0     |
| 2004/2005 | Tottenham Hotspur | Premier League | 28    | 1     |
| 2005/2006 | Tottenham Hotspur | Premier League | 3     | 0     |
| 2005/2006 | Stade Rennais     | Ligue 1        | 26    | 0     |
| 2006/2007 | Stade Rennais     | Ligue 1        | 3     | 0     |
| 2007/2008 | Stade Rennais     | Ligue 1        | 12    | 0     |
| 2007/2008 | Wigan Athletic    | Premier League | 5     | 0     |
| 2008/2009 | Wigan Athletic    | Premier League | 2     | 0     |
| 2009/2010 | Wigan Athletic    | Premier League | 3     | 0     |
| 2010      | Helsingborgs IF   | Allsvenskan    | 29    | 0     |
| 2011      | Helsingborgs IF   | Allsvenskan    | 14    | 0     |
| 2012      | Helsingborgs IF   | Allsvenskan    | 8     | 0     |
| 2013      | Helsingborgs IF   | Allsvenskan    | 0     | 0     |
| Totaal    | Totaal            | Totaal         | 314   | 3     |

## Persoonlijk
Edman is in december 2006 getrouwd met Hanna Kjellsson en samen hebben ze een zoon Elias (september 2005) en een dochter Nora (mei 2008).